# Presidenti della Moldavia
Il Presidente della Moldavia (titolo ufficiale: Presidente della Repubblica di Moldavia; in romeno: Preşedintele Republicii Moldova) è il capo dello Stato della Moldavia. Viene eletto ogni quattro anni, sin dal 1990.
Inizialmente era eletto a suffragio universale diretto dai cittadini con un sistema elettorale a doppio turno, nel 2000 una nuova legge aveva stabilito che fosse il Parlamento della Moldavia ad approvare una candidatura come capo di Stato a maggioranza dei due terzi, a seguito di elezioni parlamentari, o quando la carica diviene vacante. Se un candidato non viene eletto entro trenta giorni, il Parlamento viene sciolto. 
Nel 2016 a seguito di un ricorso presentato dai parlamentari del Partito Liberal Democratico della Moldavia la Corte Costituzionale ha dichiarato incostituzionale la legge del 2000 e ha quindi ristabilito l'elezione diretta del presidente.

## Lista dei presidenti
| # | Presidente | Presidente                | Partito                                                               | Mandato           | Mandato           |
| # | Presidente | Presidente                | Partito                                                               | Inizio            | Fine              |
| - | ---------- | ------------------------- | --------------------------------------------------------------------- | ----------------- | ----------------- |
| 1 |            | Mircea Snegur             | Indipendente                                                          | 3 settembre 1990  | 15 gennaio 1997   |
| 2 |            | Petru Lucinschi           | Partito Agrario della Moldavia                                        | 15 gennaio 1997   | 7 aprile 2001     |
| 3 |            | Vladimir Voronin          | Partito dei Comunisti della Repubblica di Moldavia                    | 7 aprile 2001     | 11 settembre 2009 |
| – |            | Mihai Ghimpu ad interim   | Partito Liberale della Moldavia (Alleanza per l'Integrazione Europea) | 11 settembre 2009 | 28 dicembre 2010  |
| – |            | Vladimir Filat ad interim | Partito Liberale Democratico (Alleanza per l'Integrazione Europea)    | 28 dicembre 2010  | 30 dicembre 2010  |
| – |            | Marian Lupu ad interim    | Partito Democratico (Alleanza per l'Integrazione Europea)             | 30 dicembre 2010  | 23 marzo 2012     |
| 4 |            | Nicolae Timofti           | Indipendente                                                          | 23 marzo 2012     | 23 dicembre 2016  |
| 5 |            | Igor Dodon                | Indipendente                                                          | 23 dicembre 2016  | 24 dicembre 2020  |
| 6 |            | Maia Sandu                | PAS (Partito di Azione e Solidarietà)                                 | 24 dicembre 2020  | in carica         |